# Ralph Craig
Ralph Cooke Craig (Detroit, 21 juni 1889 - Lake George, 21 juli 1972) was een Amerikaanse atleet, die zich had toegelegd op de sprint. Hij werd op dit onderdeel olympisch dubbelkampioen.

## Biografie

### Aanvankelijk hordeloper
Craig, die aanvankelijk de horden als zijn specialiteit had verkozen, werd omgevormd tot sprinter tijdens zijn studie aan de universiteit van Michigan. In 1910 werd hij IC4A-kampioen op de 220 yd, een prestatie die hij het jaar erop herhaalde.

### Onverwachte dubbel
In 1912 kwalificeerde Craig zich voor de Olympische Spelen in Stockholm. Favoriet voor de eindzege op beide sprintnummers was hij niet. Howard Drew was de Amerikaanse kampioen op de 100 yd en Alvah Meyer op de 220 yd, terwijl Don Lippincott met 10,6 s in de 100 meterseries een wereldrecord had gevestigd. Drew raakte op de 100 m in zijn halve finale geblesseerd en moest hierdoor de finale laten schieten. Nadat de Duitser Richard Rau acht valse starts had veroorzaakt (de diskwalificatieregel na twee valse starts bestond toen nog niet), bleek Craig bij de negende poging van alle finalisten zijn zenuwen het beste in bedwang te hebben gehouden en won de race in 10,8, terwijl Lippincott ook Meyer nog voor zich moest dulden. Een volledig Amerikaans erepodium dus, maar in een andere volgorde dan van tevoren was gedacht.
Op de 200 m werd Meyer in zijn halve finale door Lippincott van een finaleplaats afgehouden. In die finale was het opnieuw Craig, die 80 meter voor de finish onweerstaanbaar naar voren stormde en Lippincott met een tiende seconde versloeg. Hiermee veroverde hij zijn tweede gouden sprintmedaille en evenaarde hij de prestatie van zijn landgenoot Archie Hahn, acht jaar eerder op de Olympische Spelen van St Louis.
Craig maakte geen deel uit van de Amerikaanse 4 x 100 m estafetteploeg, die trouwens de finale niet haalde. In de halve finale werd het team vanwege een foutieve wissel gediskwalificeerd.
Onmiddellijk na de Spelen van Stockholm stopte Ralph Craig met atletiek en werd in 1913, net als zijn broer Jimmy, een American footballer.

### Vlaggendrager bij OS in Londen
In 1948, 36 jaar na zijn eerdere deelname aan de Olympische Spelen, maakte hij in Londen opnieuw deel uit van de Amerikaanse ploeg, ditmaal als reserve voor het zeilteam. Hoewel hij hierin niet in actie hoefde te komen, smaakte de inmiddels 59-jarige Craig het genoegen om als vlaggendrager te mogen optreden voor de Verenigde Staten tijdens het openingsdefilé.

## Titels
- Olympisch kampioen 100 m – 1912
- Olympisch kampioen 200 m - 1912
- NC4A-kampioen 220 yd – 1910, 1911

## Palmares

### 100 m
- 1912:  OS - 10,8 s

### 200 m
- 1912:  OS - 21,7 s

### 220 yd
- 1910:  NC4A
- 1911:  NC4A

1896: Thomas Burke ·
1900: Francis Jarvis ·
1904: Archie Hahn ·
1908: Reggie Walker ·
1912: Ralph Craig ·
1920: Charley Paddock ·
1924: Harold Abrahams ·
1928: Percy Williams ·
1932: Eddie Tolan ·
1936: Jesse Owens ·
1948: Harrison Dillard ·
1952: Lindy Remigino ·
1956: Bobby Morrow ·
1960: Armin Hary ·
1964: Bob Hayes ·
1968: Jim Hines ·
1972: Valeri Borzov ·
1976: Hasely Crawford ·
1980: Allan Wells ·
1984: Carl Lewis ·
1988: Carl Lewis ·
1992: Linford Christie ·
1996: Donovan Bailey ·
2000: Maurice Green ·
2004: Justin Gatlin ·
2008: Usain Bolt ·
2012: Usain Bolt ·
2016: Usain Bolt ·
2020: Marcell Jacobs ·
2024: Noah Lyles
1900: John Tewksbury ·
1904: Archie Hahn ·
1908: Bobby Kerr ·
1912: Ralph Craig ·
1920: Allen Woodring ·
1924: Jackson Scholz ·
1928: Percy Williams ·
1932: Eddie Tolan ·
1936: Jesse Owens ·
1948: Mel Patton ·
1952: Andy Stanfield ·
1956: Bobby Morrow ·
1960: Livio Berruti ·
1964: Henry Carr ·
1968: Tommie Smith ·
1972: Valeri Borzov ·
1976: Don Quarrie ·
1980: Pietro Mennea ·
1984: Carl Lewis ·
1988: Joe DeLoach ·
1992: Mike Marsh ·
1996: Michael Johnson ·
2000: Konstantinos Kenteris ·
2004: Shawn Crawford ·
2008: Usain Bolt ·
2012: Usain Bolt ·
2016: Usain Bolt ·
2020: Andre De Grasse ·
2024: Letsile Tebogo
- Gemeinsame Normdatei: 1119080061
- Virtual International Authority File: 4949147967361584200004
- WorldCat: E39PBJymDgPRJ88XV8GR96qvpP